# Église Saint-Paul de Charlestown (Cornouailles)
Pour l’article homonyme, voir Église Saint-Paul de Charlestown (Niévès).
Pour les articles homonymes, voir Église Saint-Paul.
L'église Saint-Paul de Charlestown (anglais : St Paul's Church) est une église paroissiale anglicane située à Charlestown, dans le comté anglais de Cornouailles. Cet édifice de style néo-gothique est achevé en 1951 et est classé monument de Grade II depuis 1999.

## Historique
La paroisse de Charlestown est créée par scission de la paroisse de St Austell en 1846, à une époque où la population du village s'accroît fortement en raison de l'activité industrielle. Les offices ont d'abord lieu dans une salle de prière près du Pier House Hotel, tandis qu'une levée de fonds est organisée pour la construction d'une église. En 1848, des propriétaires de Charlestown offrent une parcelle à la paroisse. Dans le même temps, la paroisse trouve des financements : elle reçoit 300 £ (
soit 30 300 $ en 2025) des Church Building Commissioners, 250 £ (
soit 25 300 $ en 2025) de l'Incorporated Society et 150 £ (
soit 15 200 $ en 2025) de la Société diocésaine d'Exeter. 
La première pierre de l'église Saint-Paul est posée le 27 novembre 1849 par Charles Graves-Sawle de Penrice. L'édifice est construit par William Kitt et William Drew de St Austell d'après les plans de l'architecte londonien Christopher Eales. L'église est finalement consacrée par l'évêque d'Exeter Henry Phillpotts le 30 mai 1851.
En raison d'un manque de financement, la flèche prévue à l'origine ne peut être construite. Un appel aux dons parrainé par A. L. Rowse (en) est lancé en 1970 afin de financer la nouvelle structure destinée à remplacer le clocher et la flèche temporaires en bois. Celle-ci est installée en 1971 et 1972 avant d'être consacrée par l'évêque de Truro Maurice Key (en) le 28 juillet 1972. Quatre cloches sont offertes à l'église, dont une par Sir Noël Coward,.
En 1951, la nef est en partie réaménagée par l'architecte Stephen Dykes Bower (en) ; un nouvel autel en granite est alors ajouté. En 1964, une sacristie est ajoutée au chœur par W. J. Higman d'après les plans de D. H. Brand. Une chapelle mariale est aménagée dans la partie nord du transept en 2001, tandis que les bancs sont remplacés par des chaises neuves en 2007.
La plupart des vitraux de l'église sont fabriqués à la fin du XIXe siècle. Ils témoignent du style victorien et des débuts du mouvement ecclésiologique (en). Dans les années 1970, le tableau de la Vierge à l'enfant de la partie nord du chœur attire l'attention après qu'un maître d'art a affirmé qu'il s'agit d'un original de valeur. Après expertise, l'œuvre se révèle être la copie d'un triptyque.
Depuis le 8 novembre 1999, l'église Saint-Paul de Charlestown est classée monument classé de Grade II par l'organisme Historic England.
L'église Saint-Paul de Charlestown est rattachée depuis longtemps à la tradition anglo-catholique. Au début des années 2010, le père John Greatbatch, curé de Charlestown, rejoint l'ordinariat personnel de Notre-Dame de Walsingham de l'Église catholique romaine.

## Architecture

### Style et plan
L'église Saint-Paul de Charlestown est construite au XIXe siècle dans le style gothique primaire. Elle est l'unique édifice religieux de l'architecte londonien Christopher Eales.
Conçue pour accueillir 570 personnes, l'église suit un plan cruciforme avec une nef, un transept nord-sud, un chœur, d'étroits collatéraux nord et sud, un porche côté nord, ainsi qu'un clocher-tour dans l'angle nord-ouest. La nef mesure 53 pieds (16,2 m) de long et 46 pieds (14 m) de haut, le chœur 24 pieds (7,3 m) de long et 33 pieds (10,1 m) de haut, tandis que le transept est haut de 37 pieds (11,3 m) pour une longueur totale de 57 pieds (17,4 m). Les angles nord-est et sud-est de l'édifice accueillent chacun une sacristie.

### Extérieur
La façade de l'édifice est faite de granite issu d'une carrière proche de Stenalees. Certains de ses éléments sont faits d'un granite apparenté à la pierre de Chine (en) que l'on peut trouver dans la région de Nanpean, dans le centre de la Cornouailles. Les toits de l'édifice sont faits d'ardoise de Delabole.
Le portail principal à double battant est situé sur la façade occidentale. Son embrasure en arc brisé est surmontée d'une fenêtre double à têtes brisées, tandis que le pignon est orné d'un oculus condamné. Quant à elle, la façade orientale possède un trio de lancettes surmonté d'un pignon muni d'une rosace simple.
Sur les façades nord et sud, les travées de la nef sont séparées par des contreforts à deux niveaux. Les bas-côtés et la claire-voie de la nef sont éclairés sur quatre travées par des lancettes simples. En outre, les extrémités nord et sud du transept sont pourvues de lancettes doubles surmontées chacune d'un oculus.
Le clocher-tour à trois étages est accessible par des portes aux embrasures en arc brisé. La tour possède des lancettes simples à l'étage inférieur, des fenêtres trilobées au deuxième étage et des lancettes à abat-sons compris dans des emplacements encastrés à l'étage supérieur. Son toit est surmonté d'une flèche en plastique à renfort de verre.

### Intérieur

#### Nef et bas-côtés
À l'intérieur, la nef est séparée de chaque collatéral par une arcade en pierre qui s'étend sur quatre travées. L'arcade est porté par une suite alternée de piliers circulaires et octogonaux. Plusieurs de ces piliers sont en partie constitués de pegmatite et d'argile dit « de Chine ».
Le toit de la nef est soutenu sur quatre travées par des fermes en berceau renforcées par des poinçons travaillant en compression. Les fermes principales, qui délimitent les travées, reposent sur des corbeaux supportés par de longues hampes en saillie des murs entre les fenêtres de la claire voie. Les fermes intermédiaires (au milieu de chaque travée) reposent sur de simples corbeaux situés au-dessus de chaque fenêtre. Dans les charpentes du chœur et de la croisée du transept, les fermes sont semblables aux fermes principales de la nef.
L'intérieur de l'église est assez sobre, avec des murs recouverts de plâtre blanc. Ceux-ci sont ornés des 14 stations du chemin de croix installées en hommage au pasteur Howard Rees-Jones (1967-1979). À l'extrémité ouest de la nef, immédiatement au sud de l'entrée principale, se trouvent un bénitier, les stalles et le buffet d'orgue.
Les toits en appentis des bas-côtés sont soutenus par des fermes en berceau asymétriques. Le bas-côté sud compte cinq vitraux : le premier représente la Pureté et la bienheureuse Vierge Marie, le deuxième la vertu d'espérance et les armoiries de la famille Hext (1885), le troisième le roi Salomon tenant dans sa main droite une miniature du temple de Jérusalem (1889), le quatrième l'Agnus Dei et la pêche miraculeuse (1891), et le cinquième (sur le mur ouest) représente la charité. Dans le bas-côté nord, un vitrail de 1891 montre saint Paul avec un christogramme et un alpha et oméga ; il est dédié au rév. Clobery Silly Woolcock, premier pasteur de la paroisse. Un autre vitrail de 1890 montre le prophète Élie.
Jusqu'en 2007, l'église possédait des bancs aux extrémités carrées. 

#### Tour
Sur le mur occidental du clocher-tour, un vitrail de Fouracre & Son représente deux personnages féminins vêtus de rouge et accompagnés de versets bibliques :
- l'Église militante : « Les âmes des justes sont dans la main de Dieu, et plus aucun tourment ne peut les atteindre » (Sg 3,1) ;
- l'Église triomphante : « Ils se réjouirent de ce qu'elles s'étaient apaisées » (Ps 107,30)[18].

#### Transept
La croisée du transept comporte un autel placé sur une estrade en ardoise avant les escaliers menant au chœur. L'espace du nouvel autel est clos par une clôture en bois de chêne. On y trouve également la chaire à prêcher octogonale en bois de chêne datée de 1933, offerte par l'organisation féminine Mothers' Union (en). Elle remplace un ancien modèle en bois de pin.
La croisée est séparée de la nef et du chœur par deux grandes arches, et des parties nord et sud du transept par deux arches moins élevées,. 
La partie nord abrite une chapelle mariale avec une statue de la Vierge Marie et un chandelier votif. La chapelle mariale se trouvait autrefois dans la partie sud avant l'ajout de la sacristie. L'étendard de la paroisse est affiché dans la partie sud du transept. La partie sud du transept possède trois vitraux : un sur le mur est et deux sur le mur sud. Le vitrail est, daté de 1885, représente la foi. Le premier vitrail du mur sud représente le bon pasteur avec dans le remplage le symbole de saint Luc (taureau) surmonté d'un trilobe. Le deuxième vitrail montre Jésus en Lumière du monde (en) avec le même remplage.
Les fonts baptismaux octogonaux en granite mouluré possèdent un couvercle offert en l'honneur du chanoine R. E. Beer (1939-1967).

#### Chancel et chœur
La croisée du transept est séparée du chœur par un chancel en fer forgé supporté par des murets contenant de la pierre verte de Duporth. La poutre supérieure du chancel repose sur des supports en encorbellement et soutient un crucifix. Une nappe est toujours présente sur les anciens bancs de communion intégrés au chancel.
Le sol du chœur est recouvert de pierre de Duporth et de calcaire bréchique rouge issu d'une carrière des environs d'East Ogwell (en), dans le sud du Devon. L'autel du chœur est fait de bois de chêne avec des symboles du maïs et du vin ; offert par la Mother's Union en 1930, il est tourné vers l'Orient. À gauche de l'autel se trouve une armoire en pierre de Duporth où sont conservées les hosties pour les malades. Celle-ci possède une porte en cuivre battu avec symboles du grain et de la vigne. À droite de l'autel se trouve une piscine en pierre de Duporth. Le siège du célébrant est placé dans le sud du chœur. 
Le mur nord du chœur est orné d'un vitrail montrant une cocarde en grisaille avec l'Agnus Dei (agneau et drapeau), ainsi que d'un tableau qui représente la Vierge à l'enfant avec Jean Baptiste enfant. Le mur est du chœur possède un triple vitrail daté de 1876 qui représente saint Pierre, Jésus-Christ en alpha et oméga et saint Paul, avec une cocarde à motif de rose dans son remplage. Les deux vitraux du mur sud sont datés de la même année : le premier montre une cocarde en grisaille avec le Saint-Esprit sous forme de colombe (en), le deuxième une cocarde en grisaille avec l'étoile de David.

#### Monuments funéraires
L'édifice comporte des monuments funéraires muraux de la fin du XIXe siècle et du début du XXe siècle dédiés aux familles Luke, Yawdrey, Woolcock et Stephens.

## Instruments de musique

### Orgue
L'orgue de l'église Saint-Paul est fabriqué par les facteurs Hele & Co (en) de Plymouth. Il est d'abord installé dans la partie nord du transept de l'église Saint-Paul, avant d'être déplacé à son emplacement actuel à l'arrière de la nef dans les années 1930. Il aurait néanmoins appartenu à Charles Rashleigh (en) avant de rejoindre l'église Saint-Paul. En 1995, les tuyaux Vox Angelica et Flageolet sont ajoutés en mémoire des organistes Leonard Blamey et Don Rosevear, comme le rappelle une plaque présente sur l'instrument.
Voici la composition détaillée de l'orgue :
| Pedal C–f1 |         |     |
| 1.         | Bourdon | 16′ |

| Great C–g3 |                |    |
| 2.         | Open Diapason  | 8′ |
| 3.         | Stop'd Bass    | 8′ |
| 4.         | Claribel       | 8′ |
| 5.         | Dulciana       | 8′ |
| 6.         | Principal      | 4′ |
| 7.         | Harmonic Flute | 4′ |
| 8.         | Fifteenth      | 2′ |

| Swell C–g3 |                 |    |
| 9.         | Violin Diapason | 8′ |
| 10.        | Salicional      | 8′ |
| 11.        | Lieblich Gedact | 8′ |
| 12.        | Vox Angelica    | 8′ |
| 13.        | Gemshorn        | 4′ |
| 14.        | Flageolet       | 2′ |
| 15.        | Oboe            | 8′ |

- Couplage : Swell/Pedal, Swell/Great, Great/Pedal

### Cloches
Les six cloches de la tour sont fondues par John Taylor & Co (en) de Loughborough. Elles sont baptisées Noel, St Petroc, St Piran, St Morwenna, Paul et Michael. Les quatre premières ont été offertes après la réalisation du nouveau clocher. La cloche Noel est offerte par Sir Noël Coward, qui a visité Charlestown pour la première fois en 1972 après y avoir séjourné durant l'été 1914,.

## Cimetière
L'église est bordée par un petit cimetière. Celui-ci est accessible par un porche de cimetière (en), dont les montants sont faits de briques en silicate de calcium. Le porche est d'abord construit en bois et en ardoise avant d'être reconstruit dans les années 1970.
Le cimetière de l'église Saint-Paul comporte un monument aux morts qui commémore les défunts des Première et Seconde Guerres mondiales de Charlestown et Holmbush (en). Il s'agit d'une grande croix celtique en granite de Luxulyan richement sculptée, avec motifs à cordage tout au long de la hampe. Les noms des défunts sont gravés sur la base,,.
Le cimetière accueille également les sépultures de marins noyés.

## Statut paroissial et culte
La paroisse de Charlestown est rattachée au diocèse de Truro de l'Église d'Angleterre. Le culte est rendu en l'église Saint-Paul selon la tradition anglo-catholique : l'Eucharistie y est célébrée tous les dimanches avec usage d'encens (en) et de parements et conservation des hosties consacrées (en) ; le chemin de croix y est commémoré durant le Carême. La paroisse s'affirme libérale (en).